# San Giorgio Albanese
San Giorgio Albanese là một đô thị và cộng đồng (comune) ở tỉnh Cosenza trong vùng Calabria miền nam nước Ý.
Đô thị San Marco Argentano có diện tích 22,68 ki lô mét vuông, dân số thời điểm năm 2015 là 1432 người.
Đô thị này có các đơn vị dân cư (frazioni) sau: Colucci, Palombara, Pantanello.
Đây là một trong những thị trấn Arbëreshë ở miền nam nước Ý.